# Il diario del vampiro - La furia
 Il diario del vampiro - La furia è il 3º libro della saga di Il diario del vampiro di Lisa J. Smith, pubblicato nel 1991 negli Stati Uniti e il 5 febbraio 2009 in italiano.
In Italia, ha venduto oltre 10 000 copie nella prima settimana.

## Trama
Dopo l'incidente stradale in cui è rimasta coinvolta e che l'ha fatta affogare nel fiume di Fell's Church, Elena si risveglia in una radura, e scopre di avere tutti i sensi affinati: si è trasformata in una vampira, in seguito allo scambio di sangue effettuato con il suo fidanzato vampiro Stefan Salvatore e il fratello di lui, Damon. Guidata dai rumori della lotta, arriva nel luogo dove Stefan e Damon combattono e, in stato confusionale dovuto alla trasformazione, tenta di uccidere Stefan, convinta che il suo unico grande amore sia Damon. Quest'ultimo però le impedisce di uccidere il fratello e la aiuta a completare la sua trasformazione, facendole bere il sangue di Matt Honeycutt, suo amico ed ex-fidanzato. La porta poi nella soffitta del nuovo professore di storia, Alaric Saltzman, dove Elena riposa per quattro giorni. Quando si sveglia, lo stato confusionale che l'ha avvolta durante la sua seconda vita si è dissipato e lei ricorda tutto. Assiste poi alla sua messa funebre, dove la sua amica Meredith le manda dei messaggi criptati per capire se è veramente morta. Nel frattempo stringe un'alleanza con Damon e Stefan per scoprire l'Altro Potere, la forza misteriosa che sta controllando Fell's Church e che l'ha uccisa scaraventandola nel fiume. Meredith e Bonnie, dopo che Elena si è loro rivelata, diventano preziose alleate per la ricerca dell'Altro Potere, che si rivela essere Katherine Von Swartzschild, la vampira che Stefan e Damon avevano amato in passato, che li aveva trasformati e che poi aveva fatto credere di essere morta suicida. Katherine, spinta dalla vendetta verso Stefan e Damon, che invece di fare pace dopo la sua morte si erano assassinati a vicenda, è intenzionata a uccidere sia i fratelli Salvatore che Elena, ma grazie all'intervento di quest'ultima fallisce. Infatti, Elena fa in modo che Katherine sia esposta al sole senza alcun amuleto protettivo, causando quindi la sua distruzione in un mucchietto di cenere. Tuttavia, anche la ragazza non possiede amuleti protettivi contro la luce del sole e muore a sua volta davanti agli occhi di Stefan e Damon. Come ultimo gesto, fa promettere ai due vampiri di avere cura uno dell'altro per sempre. Stefan e Damon se ne vanno dalla città, donando il diario di Elena a Bonnie.

## Edizioni
- Lisa Jane Smith, Il diario del vampiro. La furia, Nuova Narrativa Newton, 2009,  pp. 224 pagine, ISBN 978-88-541-1352-7.

- Lisa Jane Smith, Il diario del vampiro. Il risveglio - La lotta - La furia - La messa nera, Grandi Tascabili Contemporanei, 2012,  pp. 640 pagine, ISBN 978-88-541-3549-9.

- Lisa Jane Smith, Il diario del vampiro. 10 romanzi in 1, I Superinsuperabili, 2013,  pp. 1472 pagine, ISBN 978-88-541-5516-9.
- Lisa Jane Smith, Il diario del vampiro. La furia, Newton Compton collana King, 5 luglio 2018, pp. 218 pagine, ISBN 978-8822717979.